# Antoine Fouquier-Tinville
Antoine Quentin Fouquier de Tinville, dit Antoine Fouquier-Tinville, surnommé après sa mort le Pourvoyeur de la guillotine, né à Herouël (Picardie) le 10 juin 1746 et mort guillotiné à Paris en place de Grève le 7 mai 1795, est un juriste français qui devient le principal accusateur public du Tribunal révolutionnaire.
Accusateur public central pendant la première partie de la Révolution française et la Terreur, il demande l'exécution de nombreux prévenus, y compris de personnes célèbres, comme Marie-Antoinette, Danton et Robespierre, et fait condamner plus de deux mille d'entre eux à la guillotine. Après la fin de la Terreur, avec le 10 thermidor, il est arrêté.
Il est ensuite jugé par le Tribunal révolutionnaire comme un des grands responsables des exactions et des injustices qui ont marqué la période de la Terreur ; lors de son procès, le plus long de la Révolution française, il déclare pour se défendre : « Ce n'est pas moi qui devrais être traduit ici, mais les chefs dont j'ai exécuté les ordres. Je n'ai agi qu'en vertu des lois portées par une Convention investie de tous les pouvoirs ». Généralement, sa défense consiste à renvoyer la faute des exécutions sur le Comité de salut public, particulièrement sur Maximilien de Robespierre.
Malgré cette défense, il est condamné à mort, aux côtés des juges et de certains jurés du Tribunal révolutionnaire, entre autres, pour avoir abusé de ses prérogatives et pour avoir négligé la tenue de procès selon des formes légales. Il est guillotiné à Paris le 7 mai 1795 et est le dernier mis-à-mort du Tribunal révolutionnaire avant sa suppression.
Son rôle précis dans la Terreur est encore discuté ; les historiens modernes considèrent qu'il vaut mieux s'intéresser à sa figure comme faisant partie d'un ensemble de fonctionnaires et de différents acteurs terroristes plutôt que comme le seul responsable de la Terreur judiciaire.

## Biographie

### Origines
La famille Fouquier de Tinville, aujourd'hui connue sous le nom de Fouquier d'Hérouel, descend d'une famille d'ancienne bourgeoisie des environs de Saint-Quentin, dans l'actuel département de l'Aisne. Au XVIIIe siècle, Éloy Fouquier de Tinville, sieur de Tinville, d'Hérouel, d'Auroir et de Foreste, était cultivateur et officier du roi à Péronne.

### Jeunesse
Antoine Fouquier de Tinville naît à Hérouel le 10 juin 1746 et est baptisé deux jours plus tard (d'où l'erreur fréquente sur sa date de naissance). Il est le deuxième d'une fratrie de cinq enfants. Son père, Éloy Fouquier de Tinville, cultivateur et seigneur d'Hérouël, lui attribue le nom de la terre de Tinville, tandis que celui d'Hérouël échoit à son frère ainé, Pierre-Éloy. Les deux frères cadets prennent ceux de Foreste et de Vauvillé. Sa mère, Marie-Louise Martine, vient d'une famille aisée.

### Carrière
En 1774, il achète un poste d'accusateur public au tribunal du Châtelet, une juridiction royale d'exception chargée de viser, entre autres, les révolutionnaires,. Il revend son poste pour payer ses dettes et devient secrétaire du Lieutenant général de police. Selon tous les témoignages, y compris ceux de ses critiques, Fouquier-Tinville aurait été un homme très travailleur et très consciencieux.
Pourtant, la Révolution française permet à Fouquier-Tinville de chercher des opportunités. Il émerge de l'anonymat lorsqu'il obtient un poste de commissaire à la section dite de « Saint-Merry », dans le quartier où il réside avec sa famille. C'est de là qu'il reprendra progressivement pied dans la carrière de la magistrature. En 1791, il tente vainement d'obtenir la place de greffier du Tribunal de Cassation.

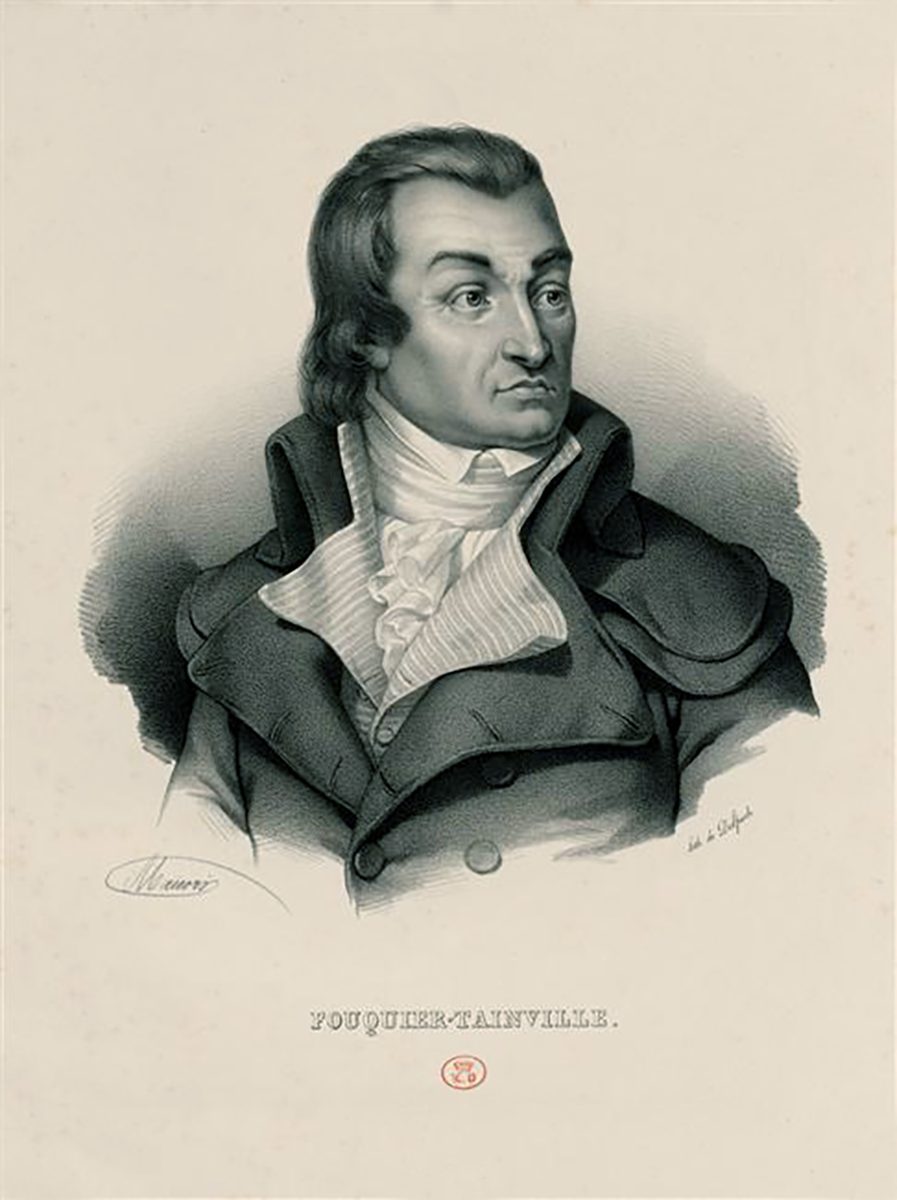
Antoine Fouquier-Tinville.

Avec l'appui de son cousin, Camille Desmoulins, il obtient d'être désigné directeur d'un des jurys d'accusation du tribunal extraordinaire du 17 août 1792, créé pour juger les royalistes arrêtés lors de la journée du 10 août 1792. Après la suppression de ce tribunal, le 29 novembre 1792, il devient substitut de l'accusateur public du tribunal criminel de la Seine. Le 12 mars 1793, il est nommé juge au tribunal de Saint-Quentin mais il s'abstient de prendre son poste immédiatement. Il est finalement élu par la Convention accusateur-public du nouveau tribunal criminel extraordinaire (futur tribunal révolutionnaire). Il donne alors sa démission du poste au tribunal de Saint-Quentin.

Il ne rejoint cependant pas de mouvement politique précis, se tenant à distance des factions, comme des jacobins, et n'entretient pas de relations particulières avec les dirigeants montagnards, comme Maximilien Robespierre, selon Antoine Boulant.

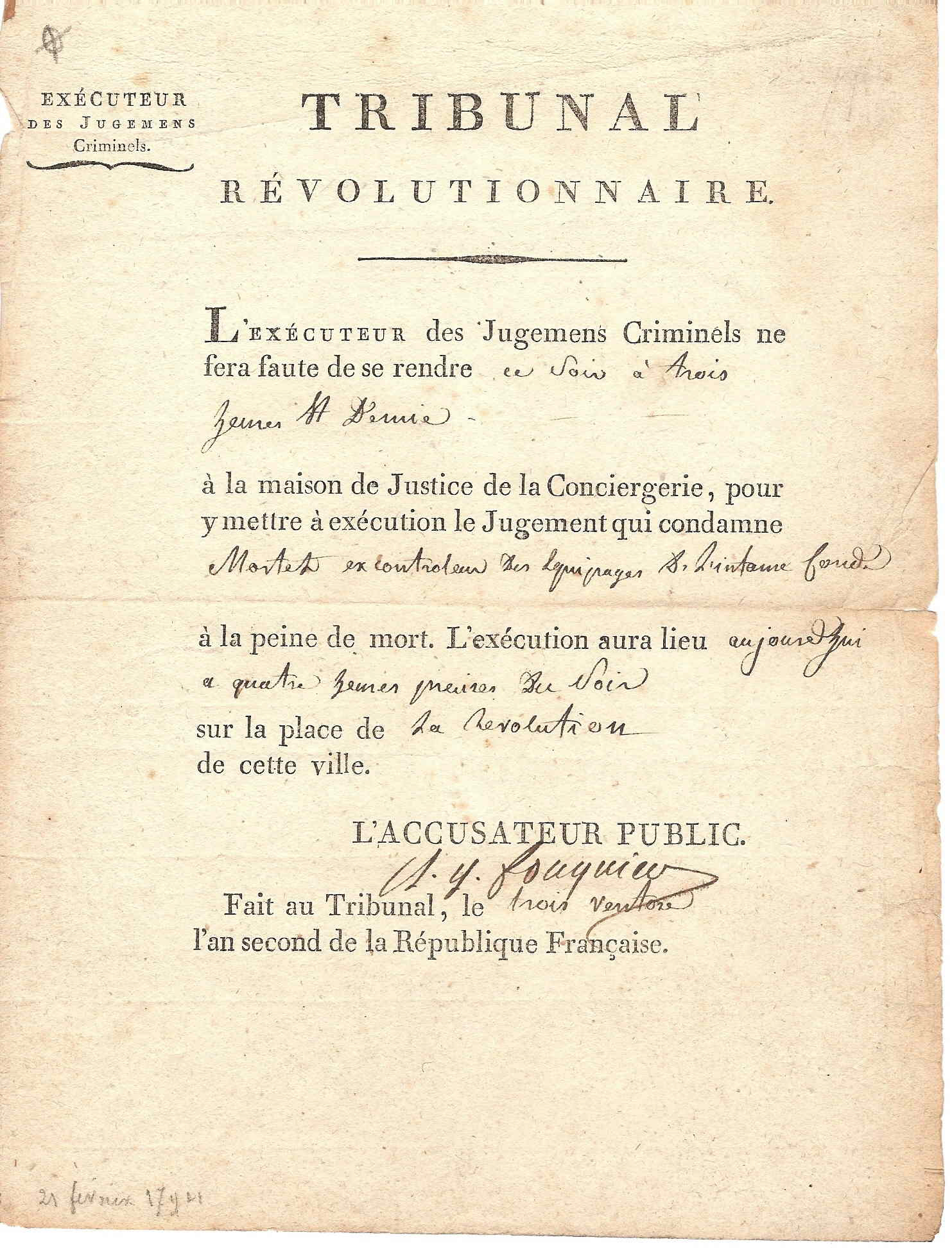
Acte de condamnation à mort signé par Fouquier-Tinville

#### Tribunal révolutionnaire
Le 10 mars 1793, la Convention nationale crée le tribunal criminel extraordinaire portant le nom de Tribunal révolutionnaire à partir du 8 brumaire an II (29 octobre 1793). En sa séance du 13 mars, la Convention procède à l'élection des membres de ce tribunal. Louis-Joseph Faure est élu accusateur public, par 180 voix sur 377 votants. Sont élus substituts : Fouquier-Tinville, 163 voix, Fleuriot-Lescot, 162 voix et Donzé-Verteuil, 162 voix. Faure décline alors la proposition et Fouquier-Tinville accepte la fonction.
C'est lui qui devient le moteur du tribunal, qui accueille les juges et les jurés, choisit la salle, rédige les actes d'accusation, fait appliquer la loi, reçoit le bourreau, fixe le nombre de charrettes de condamnés, et enfin, qui rend compte au Comité de salut public. Initialement surveillé par la Commission des six, le tribunal est, dès le début de son activité, débarrassé de cette tutelle, et c'est à l'accusateur public qu'échoit l'ensemble des prérogatives de faire arrêter, poursuivre et juger, sur dénonciation des autorités ou des citoyens.

#### Grands procès pendant la Terreur

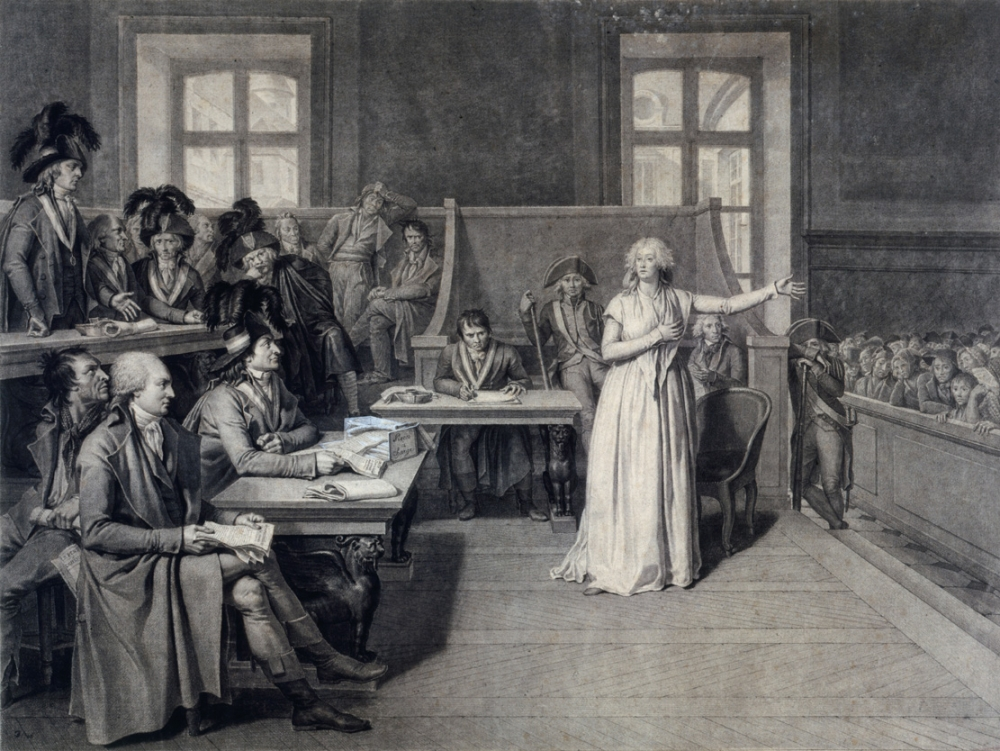
Procès de Marie-Antoinette le 15 octobre 1793,
dessin de Pierre Bouillon, pierre noire, Paris, musée Carnavalet, 1793.
Hébert est représenté assis au premier plan, devant Fouquier-Tinville.

Il est l'accusateur public aux procès de Charlotte Corday (17 juillet 1793), de la reine Marie-Antoinette (23-25 vendémiaire an II, 14-16 octobre 1793), des Girondins (3-9 brumaire an II, 24-30 octobre 1793), d'Olympe de Gouges (03 frimaire an II, 3 novembre 1793), de Barnave (7-8 frimaire an II, 27-28 novembre 1793), de Madame du Barry (16-17 frimaire an II, 6-7 décembre 1793), des Hébertistes (1er-4 germinal an II, 21-24 mars 1794), des Dantonistes (13-16 germinal an II, 2-5 avril 1794), des fermiers généraux (16-19 floréal An II), d'Elisabeth, sœur de Louis XVI, du comte et de la comtesse de Sérilly et de leur famille (21 floréal An II, 10 mai 1794) ou encore des Carmélites de Compiègne (29 messidor an II, 17 juillet 1794).

C'est toujours lui qui, après le 9 thermidor An II, procède à la reconnaissance d'identité des robespierristes mis hors-la-loi : Robespierre, Saint-Just et Couthon avant leur envoi à la guillotine. Ainsi, durant les dix-sept mois qu'il occupe ce siège d'accusateur public, Fouquier-Tinville requiert et obtient la mort de plus de deux mille personnes. Le 29 octobre 1793, Fouquier-Tinville envoie une lettre, plus tard utilisée lors de son procès, à la Convention nationale :
Nous sommes arrêtés par les formes que prescrit la loi. [...] D’ailleurs, on se demande, pourquoi des témoins ? La Convention, la France entière, accusent ceux dont le procès s’instruit ; les preuves de leurs crimes sont évidentes ; chacun a, dans son âme, la conviction qu’ils sont coupables ; le tribunal ne peut rien faire par lui-même, il est obligé de suivre la loi ; c’est à la Convention de faire disparaître toutes les formalités qui entravent sa marche 
Après la loi du 22 prairial an II (10 juin 1794), qui renforce le caractère d'exception du Tribunal révolutionnaire et est à l'origine de « la Grande Terreur » qui durera jusqu'au 9 Thermidor, il prend l'initiative de réaménager la salle principale en faisant installer des gradins permettant de faire comparaître des dizaines d'accusés en même temps[source insuffisante]. Dans la salle même du tribunal, il fait également installer une guillotine, qui est finalement démontée après une double injonction du Comité de salut public[source insuffisante].

#### Chute
Dès juin 1794, sa situation devient précaire, Maximilien de Robespierre cherchant à le faire remplacer en le considérant comme un soutien de Vadier et du Comité de sûreté générale.
Lors du 9 thermidor et la chute de Maximilien de Robespierre, Fouquier-Tinville poursuit son travail sans encombre. Lorsque le juge robespierriste Dumas est arrêté à la mi-journée en pleine séance, sur ordre d'un décret de la Convention nationale en pleine ébullition, Fouquier-Tinville décide de poursuivre avec les procédures judiciaires et demande que « la justice ait son cours ». Le soir même, alors qu'il dîne chez Coffinhal, il apprend la mise en état d'arrestation de Robespierre, Couthon, Saint-Just et des autres robespierristes. Il reçoit les nouvelles de l'évasion de Maximilien de Robespierre alors qu'il est avec Gabriel-Toussaint Scellier, un juge du Tribunal révolutionnaire. Le lendemain matin, il se rend à la Convention nationale pour l'assurer de la loyauté du Tribunal révolutionnaire. Barère présente alors à la Convention une liste de juges et de jurés pour remplacer ceux présents. En tête de la liste figure le nom de Fouquier-Tinville, avec la mention accusateur public. Ce n'est que trois jours plus tard que Fréron s'étonna de voir le nom de Fouquier-Tinville sur la liste et demande un décret d'arrestation contre lui.
Prévenu de sa prochaine arrestation, Fouquier-Tinville se rend de lui-même. Il reçoit le droit de se défendre à la Convention nationale, où il se rend le 21 thermidor an II (8 août 1794). Sa défense, où il renvoie la faute des exécutions sur Robespierre seul, ne convainc pas la Convention, qui décide de poursuivre sa mise en accusation en parallèle de certains de ses juges et jurés du Tribunal révolutionnaire. Tallien, l'un des dirigeants des Thermidoriens et l'un des députés centraux dans la chute de Robespierre, s'oppose à ce qu'il soit soumis à un interrogatoire poussé, ce qui est interprété généralement comme une manœuvre destinée à éviter que Fouquier-Tinville puisse donner des listes de députés ayant été complices de son travail judiciaire, y compris Tallien lui-même.

### Procès du Tribunal révolutionnaire

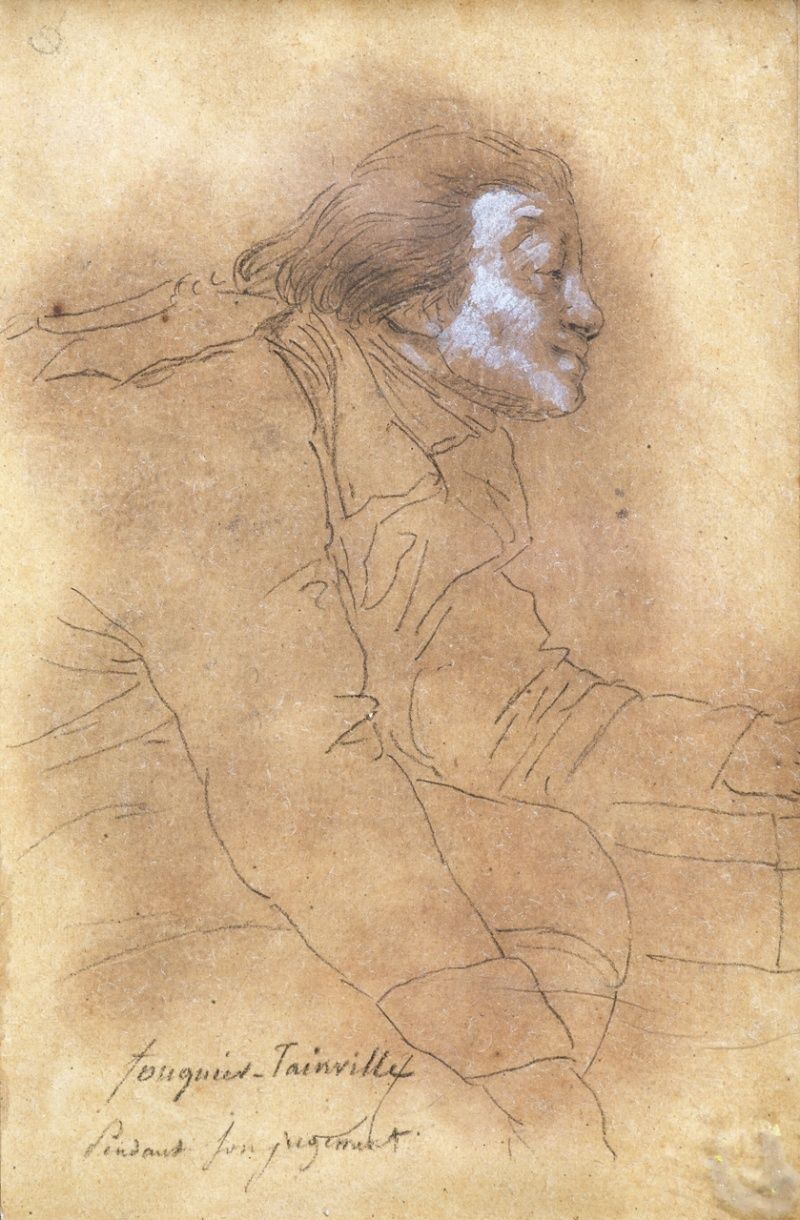
Portrait pris sur le vif de Fouquier-Tinville pendant son procès, par Vivant Denon, (coll. part.).

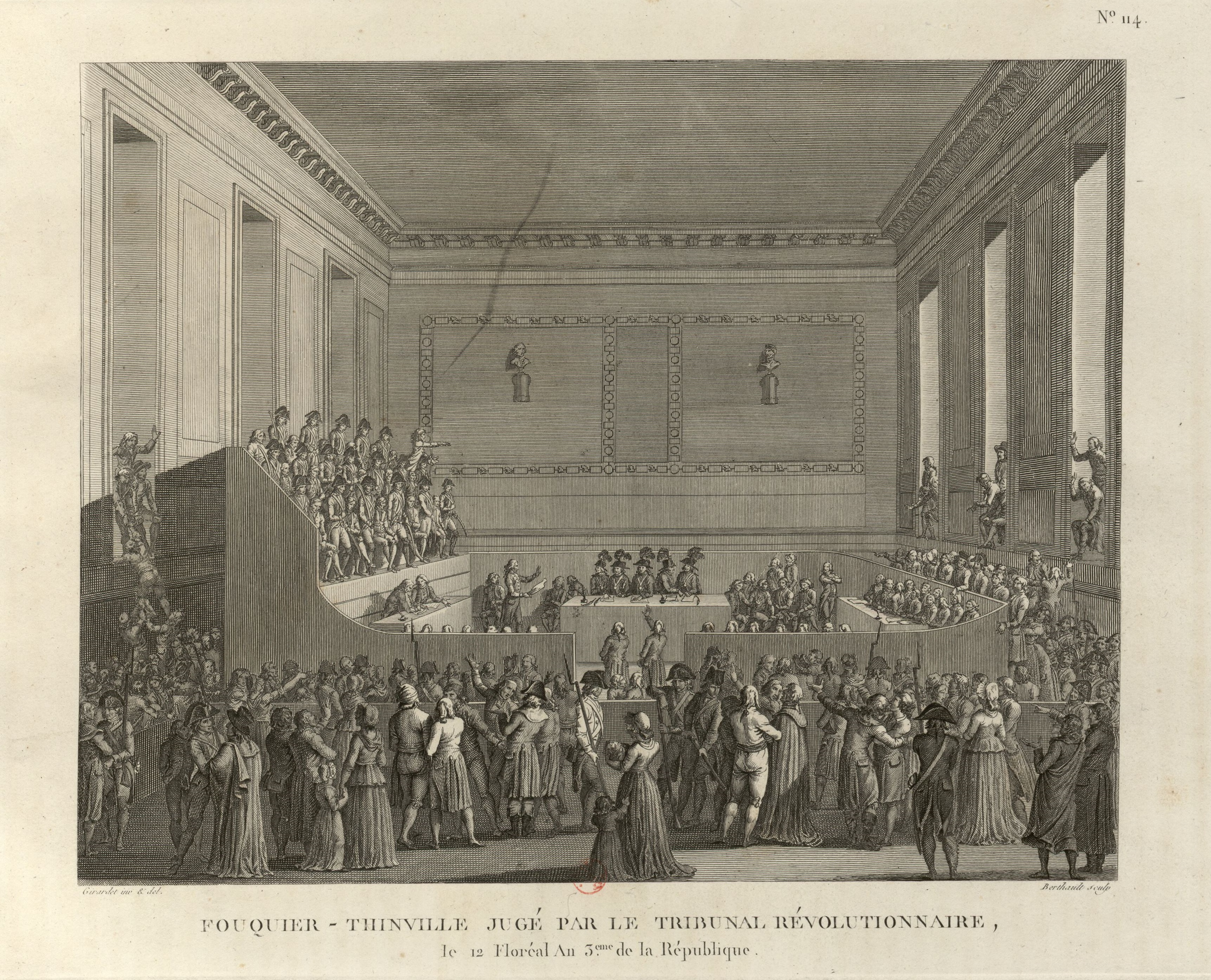
Fouquier-Tinville jugé par le Tribunal révolutionnaire.
Gravure de Berthault d'après un dessin de Girardet,
Paris, BnF, département des estampes et de la photographie, 1802.

#### Accusation
Son procès est celui du Tribunal révolutionnaire et de la Terreur ; mais il maintient son innocence. Le 8 germinal an III (28 mars 1795), Fouquier-Tinville et ses vingt-trois co-accusés (dont Marie-Joseph-Emmanuel Lanne) comparaissent devant le tribunal révolutionnaire réorganisé par la loi du 8 nivôse an III (28 décembre 1794). Six autres sont en fuite. Michel-Joseph Leblois est le nouvel accusateur public.
Il l'accuse notamment, surtout depuis la loi de Prairial an II (10 juin 1794), d'avoir mis en jugement un nombre considérable de personnes qui ne s'étaient jamais connues, de les comprendre dans le même acte d'accusation, et de leur approprier le même délit ; d'avoir mis en jugement et fait exécuter certaines personnes sans qu'il y eût contre elles aucun acte d'accusation, d'avoir fait exécuter certaines personnes sans qu'il y eût contre elles ni jugement ni condamnation ; que par suite de précipitation il y eut substitution d'une personne à une autre, que des personnes non condamnées furent exécutées à la place de personnes condamnées ; que des jugements d'un grand nombre de personnes sont toujours en blanc et ne comportent aucun dispositif alors que ces personnes sont toutes exécutées.

#### Défense
Le 12 floréal an III, le substitut Cambon prononce son réquisitoire, et pendant un jour et demi Fouquier-Tinville présente sa défense. Il défend son innocence et charge le Comité de salut public et en particulier Maximilien de Robespierre, pour les exécutions du Tribunal révolutionnaire. Selon son témoignage lors de son procès, il revendique qu'il aurait rencontré Robespierre en tête-à-tête tous les soirs pour décider des exécutions du lendemain. Dans une lettre à son épouse et ses enfants, datant du 12 novembre 1794, à laquelle il joint une mèche de cheveux, il soutient son innocence, se dit victime de calomnies et déclare être « sacrifié à l'opinion publique ».
Il termine le 14 floréal (3 mai) en ces termes : « Ce n'est pas moi qui devrais être traduit ici, mais les chefs dont j'ai exécuté les ordres. Je n'ai agi qu'en vertu des lois portées par une Convention investie de tous les pouvoirs. Par l'absence de ses membres, je me trouve le chef d'une conspiration que je n'ai jamais connue. Me voilà en butte à la calomnie, à un peuple toujours avide de trouver des coupables. » Les 15 et 16 floréal (4 et 5 mai), les défenseurs de ses coaccusés s’exprimèrent. Pour résumer sa défense, Fouquier-Tinville déclare : « J'étais la hache de la Révolution, punit-on une hache ? ».

#### Témoins
Du 9 germinal an III (29 mars 1795) au 12 floréal (1er mai) : 419 témoins, dont 223 à décharge et 196 à charge, telle la comtesse de Sérilly, rescapée in extremis de la guillotine et qui se présenta avec son acte de décès à la main. Dans les témoins à charge, on compte par exemple le greffier de Paris, qui l'accuse d'avoir fait couler le sang d'innocents, en particulier de Danton ; on compte aussi l'huissier Lucien Dupré, qui parle de son « acharnement ». Dans les témoins à décharge, la tenancière de la buvette du Palais de justice déclare que Fouquier se serait plaint devant elle du nombre d'exécutions, l'avocat Bernard Malarme soutient qu'il aurait remis de nombreux patriotes en liberté, l'épouse du valet de Philippe Égalité témoigne qu'il a fait libérer son époux.

#### Verdict
Le 17 floréal an III (6 mai), la délibération dure deux heures, et à 5 h il est donné lecture du jugement. Fouquier-Tinville et quinze de ses co-accusés, Foucault, Scellier, François Garnier-Launay, Leroy, dit Dix-Août, Renaudin, Vilate, Prieur, Châtelet, Girard, Lanne, Herman, Boyaval, Benoît, Verney et François Dupaumier, sont condamnés à mort, « convaincus de manœuvres et complots tendant à favoriser les projets liberticides des ennemis du peuple et de la République, à provoquer la dissolution de la représentation nationale, et le renversement du régime républicain, et à exciter l'armement des citoyens les uns contre les autres, notamment en faisant périr sous la forme déguisée d'un jugement une foule innombrable de Français, de tout âge et de tout sexe ; en imaginant, à cet effet, des projets de conspiration dans les diverses maisons d'arrêt de Paris ; en dressant, dans ces différentes maisons des listes de proscriptions, etc., et d'avoir agi avec de mauvaises intentions ». Maire, Harny, Deliège, Naulin, Lohier, Delaporte, Trinchard, Duplay, Brochet, Chrétien, Ganney, Tray, Guyard, Beausire et Valagnose, acquittés, sont mis en liberté le même jour.

#### Exécution
Ramené à la Conciergerie, Fouquier-Tinville écrit ces dernières lignes : « Je n'ai rien à me reprocher : je me suis toujours conformé aux lois, je n'ai jamais été la créature de Robespierre ni de Saint-Just ; au contraire, j'ai été sur le point d'être arrêté quatre fois. Je meurs pour ma patrie et sans reproche. Je suis satisfait : plus tard, on reconnaîtra mon innocence »,.
Son exécution eut lieu le lendemain matin, place de Grève. Il est le dernier guillotiné des seize condamnés à mort.

## Analyse
Longtemps considéré comme le principal responsable de la Terreur judiciaire, son rôle est désormais nuancé, avec les recherches les plus récentes l'incluant dans un processus plus large de Terreur judiciaire. Fouquier-Tinville semble avoir suivi de manière générale, pendant la période de la Terreur, les instructions de Maximilien Robespierre mais surtout du Comité de salut public et du Comité de sûreté générale. Cependant, dans certains cas, il aurait fait preuve de recherche d'indépendance vis-à-vis du pouvoir politique, notamment en accordant des droits importants à certains prévenus.

## Postérité
Le nom de Fouquier-Tinville est resté à la postérité comme le type même de l'accusateur ou de l'intellectuel violemment inquisitorial, arbitraire, sans nuances et sans respect pour les droits de l'accusé.

### Histoire
Lénine, considérant la Révolution française comme étant « la » référence, admire particulièrement Fouquier-Tinville. En décembre 1917, lors d’une réunion de la Tchéka, il déclare,, : 

« Est-il impossible de trouver parmi nous un Fouquier-Tinville qui dompterait la violence des contre-révolutionnaires ? »

Admiration que partageait son secrétaire Vladimir Bontch-Brouïevitch, pour qui le révolutionnaire français était « l'un des combattants insurpassables ». Les Bolcheviks trouveront leur Fouquier en Félix Dzerjinski, l'un des artisans de la Terreur rouge. Il se montrera aussi impitoyable que son modèle,.

### Littérature
Alexandre Dumas et Anatole France écrivent à son sujet et l'intègrent comme personnage dans leurs romans historiques. Honoré de Balzac le mentionne dans un article et dans Illusions perdues. Il est cité à plusieurs reprises dans les Mémoires d'outre-tombe de Chateaubriand.

### Filmographie
Acteurs ayant interprété le personnage de Fouquier-Tinville :

#### Cinéma
- 1983 :  Roger Planchon , dans le film Danton d'Andrzej Wajda[41].
- 1989 : Yves Beneyton, dans le film La Révolution française .

#### Télévision
- 1964 : Jean Lanier, dans le téléfilm La Terreur et la Vertu : Danton - Robespierre de Stellio Lorenzi.

### Jeu vidéo
- 2019 : Dans  We. The Revolution, retraçant la Révolution, un des personnages mis en scène est Fouquier-Tinville, procureur du Tribunal révolutionnaire.

### Voies publiques
- Une impasse porte son nom à Assis-sur-Serre.

## Pour approfondir

### Sources imprimées
- Procès de Fouquier-Tinville.  A Paris: Chez Maret, 1795
- Procès de Fouquier Tinville.  Paris: De l'imprimerie du Bulletin républicaine, 1795
- Réponse d'Antoine-Quentin Fouquier, ex-accusateur-public près le Tribunal révolutionnaire de Paris, aux différens chefs d'accusation portés en l'acte à lui notifié, le 26 frimaire: a la défense générale de Billaud-Varennes, Collot-d'Herbois, Barrère et Vadier, anciens membres des comités de gouvernement, et a celle particulière de Billaud, et encore aux faits avancés par quelques-uns d'eux, dans les séances de la Convention des 12 et 13 fructidor. Paris, Impr. de Marchant, 1795
- Réquisitoires de Fouquier-Tinville : publiés d'après les originaux conservés aux Archives nationales et suivis des trois mémoires justificatifs de l'accusateur public par Antoine Quentin Fouquier-Tinville (édition critique d'Hector Fleischmann), Charpentier et Fasquelle, 1911, 336 pages